# 안치 (축구 선수)
안치(安琦, 1981년 6월 21일 ~ )는 중국의 전 축구 선수이다. 포지션은 골키퍼였다.